# Nyodes
Nyodes is een geslacht van vlinders uit de onderfamilie Hadeninae van de familie van de Uilen (Noctuidae).

## Soorten
- N. acatharta (Hampson, 1913)
- N. argentea (Berio, 1970)
- N. auriferoides Laporte, 1972
- N. aurora Laporte, 1972
- N. bafouti Laporte, 1972
- N. barlowi Laporte, 1972
- N. barnsi (Prout A. E., 1921)
- N. basilewskyi Laporte, 1972
- N. bergeri Laporte, 1972
- N. bernardii Laporte, 1970
- N. biardi Laporte, 1984
- N. brevicornis (Walker, 1857)
- N. bryodes (Fletcher D. S., 1961)
- N. callichlora (Fletcher D. S., 1961)
- N. chlorobapta (Fletcher D. S., 1961)
- N. dargei Laporte, 1972
- N. diffusa Laporte, 1973
- N. dufayi Laporte, 1970
- N. fletcheri Laporte, 1970
- N. gabonensd Laporte, 1970
- N. gabonensis Laporte, 1970
- N. gazelli Laporte, 1973
- N. hacqui Laporte, 1972
- N. hecqui Laporte, 1972
- N. herbuloti Laporte, 1973
- N. isabellae Laporte, 1971
- N. jucunda Laporte, 1973
- N. kilimandjaronis Laporte, 1979
- N. lemairei Laporte, 1972
- N. lowai Laporte, 1973
- N. lutescens (Herrich-Schäffer, 1854)
- N. makokoui Laporte, 1970
- N. marginata Laporte, 1977
- N. mariae Laporte, 1972
- N. marmorata (Berio, 1970)
- N. mochlosema (Fletcher D. S., 1961)
- N. nigra Laporte, 1970
- N. nigriodes Laporte, 1977
- N. nigrioides Laporte, 1977
- N. njombei Laporte, 1972
- N. ochrargyra (Mabille, 1900)
- N. panconita (Fletcher D. S., 1961)
- N. paulis Laporte, 1973
- N. pelletieri Laporte, 1971
- N. petersi Laporte, 1971
- N. prasinodes (Prout, 1921)
- N. punctata (Gaede, 1934)
- N. punctatoides Laporte, 1973
- N. punctifera Laporte, 1973
- N. rufifusa (Hampson, 1918)
- N. rufifusoides Laporte, 1973
- N. sandersi Laporte, 1972
- N. semliki Laporte, 1971
- N. sophiae Laporte, 1970
- N. steelei Laporte, 1971
- N. steeli Laporte, 1971
- N. subfuscata (Berio, 1970)
- N. sublutescens Laporte, 1972
- N. subnigra Laporte, 1973
- N. succincta Berio, 1973
- N. suppurifera (Berio, 1970)
- N. tamsi Laporte, 1973
- N. thomae (Prout, 1927)
- N. toucheti Laporte, 1973
- N. viettei Laporte, 1970
- N. vigrinis Laporte, 1970
- N. virescens (Butler, 1879)
- N. viridirufa (Hampson, 1918)
- N. vitanvali Laporte, 1970